# The Narrows (film)
Pour les articles homonymes, voir Narrow.
Pour plus de détails, voir Fiche technique et Distribution.
The Narrows est un film américain réalisé par François Velle et sorti en 2008.

## Fiche technique
- Titre : The Narrows
- Titre DVD : The Last Shot
- Réalisation : François Velle
- Scénario : Tatiana Blackington d'après un roman de Tim McLoughlin
- Production : Mr. Nice, Olympus Pictures, Serenade Films
- Photographie : Seamus Tierney
- Lieu de tournage : New York
- Musique : Richard Marvin
- Montage : Patrick Gallagher
- Durée : 106 min
- Dates de sortie:
  - 8 septembre 2008 (Festival international du film de Toronto)
  - 17 avril 2009 (Festival du film de Nashville)

## Distribution
- Kevin Zegers : Mike Manadoro
- Vincent D'Onofrio : Vinny Manadoro
- Sophia Bush : Kathy Popovich
- Eddie Cahill : Nicky Shades
- Monica Keena : Gina
- Roger Rees : Professor Reyerson
- Michael Kelly : Danny
- Titus Welliver : Tony

## Distinctions
- Meilleur acteur pour Vincent D'Onofrio au Festival du film de Nashville[1],[2]
- Meilleure image pour Seamus Tierney[2]